# Scalebound
Scalebound (スケイルバウンド, Sukeirubaundo) est un projet de jeu vidéo d'action et de rôle développé par PlatinumGames. Prévu pour sortir sur Xbox One et Microsoft Windows en 2017, son développement est finalement annulé.
Dans ce jeu, on contrôle le personnage de Drew, accompagné de son dragon Thuban. Les joueurs disposent d'un panel d'armes pour vaincre leurs ennemis, et peuvent solliciter le dragon pour qu'il les aide lors des combats. Contrairement à ce qui s'est passé pour le développement de ses autres jeux, PlatinumGames a mis l'emphase sur l'aspect jeu de rôle plus qu'il ne l'a mis sur l'aspect jeu d'action.

## Système de jeu
Scalebound est un jeu d'action et de rôle avec une vue à la troisième personne. Dans ce jeu, on prend le contrôle de Drew, pour le faire avancer dans le monde de Draconis. Drew est lié à Thuban, un dragon cracheur de feu, qui l'assiste dans sa quête tout le long du jeu. Thuban est contrôlé par une intelligence artificielle, mais le joueur peut lui donner des ordres lors des combats. Drew peut monter le dragon, mais seulement passé un certain stade du jeu. L'apparence du dragon peut être personnalisée,. Ses capacités peuvent aussi être augmentées en se servant des gemmes récoltées en tuant des ennemis.
En plus de cela, Drew peut s'équiper d'armes blanches, comme des épées, de flèches explosives ou de pistolets,. Ces armes seront comme consommables, et s'useront au fur et à mesure qu'elles sont utilisées en combat. Le jeu ne permet pas de fabriquer ses propres armes, mais elles peuvent être ramassées au cours du jeu. Comme une conséquence et une contrepartie du lien unissant Thuban et Drew, la mort de l'un précipitera celle de l'autre. Drew peut s'accrocher et monter sur les ennemis de grande taille pour réaliser des attaques. Il possède un bras de dragon qui lui permet de scanner ses ennemis pour obtenir des informations, libérer la Pulse energy et soigner son dragon. Il peut aussi se transformer en un semi-dragon hybride,. Cette transformation s'accompagnera d'une nette augmentation de sa force. Le joueur gagne de l'expérience en progressant dans le jeu, en battant des ennemis et en soignant Thuban ; expérience lui permettant d'augmenter le niveau de Drew. Le montant de points d'expérience gagnés est plus important si Drew tue plusieurs ennemis à la suite. Le jeu comporte un mode coopératif permettant de jouer à 4.

## Développement
Scalebound est de facto entré en développement en 2006, année où PlatinumGames a établi son concept. Cependant, ce développement a été fractionné car le studio voulait se pencher en priorité sur un autre de ses projets, intitulé Bayonetta. Platinum tenta de relancer le développement de Scalebound après la fin du développement de Bayonetta, et créa un prototype qui ne suscita aucun intérêt. Ainsi, le studio a préféré s'en démettre et partir sur un nouveau développement, celui de The Wonderful 101. Vers le terme du développement de The Wonderful 101, Platinum récupéra l'idée de Scalebound et la révisa pour débuter officiellement son développement en 2013.
Le créateur du jeu, Hideki Kamiya, le considère comme une toute nouvelle expérience pour le studio, car il est très différent de tous ses projets antérieurs. Platinum avait pour but de créer un jeu dont le gameplay serait innovant et différent des jeux précédemment développés par le studio. Hideki Kamiya le décrit comme un grand défi pour lui et ses collègues. Il a aussi considéré la collaboration avec Microsoft comme un grand pas en avant pour PlatinumGames. Selon lui, le gameplay orienté action et réflexes typique à Bayonetta n'est pas le centre de Scalebound, mais il promet néanmoins que les combats du jeu « resteront de la qualité qui a toujours caractérisé les jeux d'action [de Platinum] ». L'équipe de développement s'est plus concentrée sur les graphismes et la qualité visuelle de Scalebound pour obtenir un jeu « photoréaliste ». Scalebound est conçu pour être accessible aux joueurs néophytes et l'équipe de développement espère que le thème fantasy du jeu serait propice à rassembler une plus grande audience. Platinum a aussi eu l'occasion de consulter les user research labs de Microsoft pour s'assurer que le jeu conviendrait au grand public.
Scalebound est le premier jeu de type Action-RPG développé par PlatinumGames. Hideki Kamiya a décrit le jeu comme étant un rêve réalisé à ses yeux, comme il avait toujours souhaité créer un jeu où les dragons seraient les compagnons des humains, et non leurs ennemis. Dans l'optique de préserver le jeu d'être banal et déjà-vu, Scalebound a pour héros Drew, un jeune homme issu du monde moderne, pour contraster avec l'univers fantasy dans lequel il évolue tout le long du jeu. Le lien entre Drew et le dragon n'était pas prévu à l'origine. En effet, la vision de base de Kamiya était des combats entre monstres. Il fut décidé plus tard d'effectuer quelques modifications dans le système de jeu, pour augmenter l'implication du joueur dans les combats. Parallèlement, l'histoire s'est recentrée sur Drew, et non plus sur Thuban. Ainsi, Thuban peut être personnalisé, alors que Drew ne le peut pas. En lieu et place d'un dragon, Platinum avait précédemment comme idée de mettre des dinosaures dans le jeu ; mais cette idée fut plus tard abandonnée. Scalebound a aussi été, un temps, un jeu entièrement basé sur les dinosaures, dans lequel les joueurs auraient contrôlé ces reptiles. C'était alors censé être un jeu Wii.
Hideki Kamiya a cité le jeu d'action et de rôle Sorcerian comme une source d'inspiration, grâce à son thème fantasy, ses « monstres gigantesques », ses différents scénarios, ses « possibilités étendues », ses « tonnes d'aventures », ses ennemis (comme une hydre) et ses « nombreux dragons impressionnants »,. Il cite également la version PC-88 du jeu Hydlide 3: The Space Memories, notant l'influence sur Scalebound de son « game design hardcore »,, ainsi que Dragon Quest.
Le monde du jeu, Draconis, possède un champignon gigantesque qui grandit incessamment. Il produit la Pulse energy, force nécessaire à la vie de toutes les créatures du jeu. C'est d'ailleurs de la Force (élément emblématique de l'univers de Star Wars) que la Pulse energy s'inspire, selon le directeur artistique du jeu, Yong-hee Cho. Le gameplay est décrit comme non linéaire, ce qui tend à encourager l'exploration du monde. Lors de la conception du monde, l'équipe espérait trouver un juste équilibre entre réalisme et imaginaire. En conséquence, 80 % du monde s'inspire de paysages terriens, tandis que 20 % sont totalement inventés. Toujours selon Yong-hee Cho, lorsqu'il a présenté ses concept-arts de l'ennemi pour la première fois à Kamiya, ce dernier les rejeta parce qu'ils lui paraissaient trop exagérés. Kamiya affirma plus tard qu'il voulait des ennemis à l'apparence réaliste. De plus, la difficulté des ennemis n'est jamais adaptée en fonction de la force ou du niveau de Drew ; ceci étant pour Platinum une façon de s'assurer que les joueurs pourront être fiers de revenir dans les premières zones du jeu pour battre des ennemis moins puissants. Malgré ça, les ennemis changent à la deuxième rencontre.
Scalebound est officiellement annoncé à l'E3 2014 lors de la conférence de presse de Microsoft Studios avec une bande-annonce. Il ne fut pas évoqué à l'E3 2015, mais à la Gamescom 2015, aux côtés de Crackdown 3 et Quantum Break. C'est là que le mode coopération du jeu a été annoncé,. Scalebound était censé sortir mondialement sur Xbox One fin 2016, mais sa sortie a finalement été reportée à l'année 2017.
Début 2017, le jeu est finalement annulé.